# 니가르 자말
니가르 자말(아제르바이잔어: Nigar Camal, 1980년 9월 7일~)은 아제르바이잔의 가수이다. 엘 & 니키라는 그룹으로 유로비전 송 콘테스트 2011에 엘다르 가스모프과 함께 아제르바이잔 대표로 우승을 차지했다.

## 어린 시절
자말은 1980년 9월 7일 아제르바이잔 바쿠에서 태어났다.